# Madonna di Monticchiello
La Madonna di Monticchiello est une peinture en  tempera et or  sur panneau de bois de 68 × 46 cm de Pietro Lorenzetti, datable d'environ 1315. Elle est conservée au  musée diocésain (it) de Pienza hébergé par le Palazzo Vescovile. 

## Histoire
Probablement partie du Polittico di Monticchiello dispersé, le tableau provient de la  pieve dei Santi Leonardo e Cristoforo a Monticchiello (it), frazione de Pienza. Récupérée puis  conservée à la pinacothèque nationale de Sienne, l'œuvre est restituée ensuite à son territoire d'origine. Elle fut d'abord été attribuée à son frère Ambrogio puis à un soi-disant « Maître de Monticchiello ».

## Description
C'est une Madone, une Vierge à l'Enfant,  représentée en buste, assise, à demi tournée vers la droite, soutenant l'Enfant de son bras gauche. Ce dernier représenté de profil, lui pose sa main droite sur l'épaule et porte vers elle un regard intense, la tête renversée. La main droite de la Vierge enserre l'autre main de Jésus vers le milieu de la composition. 
La Vierge est vêtue et coiffée d'un tissu sombre au galon brodé, l'Enfant d'or et de rouge portant chevelure blonde et bouclée.
Le fond  d'or est incisé des auréoles et d'un rehaut cintré bien marqué (typique et probablement la marque du polyptyque supposé).

## Analyse
La facture est encore byzantine : doigts exagérément allongés, teinte de chair foncée, fond d'or, auréoles circulaires...